# Dzikie noce
Dzikie noce (fr. Les nuits fauves) – francusko-włosko-brytyjski dramat biograficzny z 1992 roku w reżyserii Cyrila Collarda. Zdjęcia do filmu kręcono w Sesimbrze, Lizbonie, Houlgate i Paryżu oraz Maroku.
Roli Jeana nie chciał przyjąć żaden aktor francuski, dlatego zagrał ją sam reżyser.
Dzikie noce były pierwszym francuskim filmem, któremu wręczono Cezary w dwóch kategoriach: za najlepszy debiut reżyserski i najlepszy film. Sam reżyser Cyril Collard nie dożył ceremonii, ponieważ zmarł kilka dni wcześniej na AIDS.

## Fabuła
Akcja filmu ma miejsce w 1986 roku. Trzydziestoletni Jean kręci filmy dokumentalne, reklamówki, pisze teksty piosenek, komponuje muzykę, śpiewa i gra na gitarze. Uwielbia szybką jazdę samochodem sportowym. Jest biseksualistą oraz nosicielem wirusa HIV. Nie chce jednak powiedzieć o tym zakochanej w nim 17-letniej Laurze. Mimo wszystko, uczucie chłopaka do Laury i ciążące nad nim ryzyko śmierci powoduje, że otwiera się on na świat i ludzi. Uczy się nie tylko brać, ale też dawać coś od siebie dla innych.

## Obsada
- Cyril Collard – Jean
- Romane Bohringer – Laura
- Carlos López – Samy, przyjaciel Jeana
- Corine Blue – matka Laury
- Claude Winter – matka Jeana

i inni

## Nagrody i nominacje
Cezary (1993):
Wygrana w kategoriach:
- Najlepszy film
- Najbardziej obiecująca aktorka dla Romany Bohringer
- Najlepszy film debiutancki dla Cyrila Collarda
- Najlepszy montaż

Nominacje w kategoriach:
- Najlepszy reżyser
- Najlepsza muzyka filmowa
- Najlepszy scenariusz oryginalny lub adaptowany